# リマソール地区
リマソール地区（英語: Limassol District、ギリシア語: Επαρχία Λεμεσού、トルコ語: Limasol kazası）はキプロスの地区である。2011年の人口は約23.5万人で、77%が都市に住んでいる。 中心都市はリマソールである。イギリスの海外領土のアクロティリおよびデケリアがアクロティリ半島に有り、イギリスの主権下に在る。

## 歴史
古代都市のアマススはリマソールから11km離れている。ビザンチン時代の遺跡と紀元前7世紀の墓が発掘された 古代のコロッシ城はリマソールの西9kmに位置する。旧テンプル騎士団領ではワインや砂糖黍が栽培される。

## 地理
コウリス川がトロードス山脈の南斜面を流れ、古代都市コウリオン近郊で海に注ぐ。コウリス・ダムによって川下の乾燥が進んでいる。 アクロティリ半島北東のアクロティリ湾には、リマソールが、北西のエピスコピ湾にはピッソウリが面している。 エピスコピ湾には青海亀と赤海亀が生息しており、国際自然保護連合(IUCN)の絶滅危惧種に指定されている。 アマソウス海岸とダッソウディ海岸もこの地区に有る。

## 名所
中心都市のリマソールはヨーロッパ人観光客が多い。海岸沿いにホテルが多く並ぶ。リマソール地区裁判所は市中心部のバイロン卿通りに位置する。 ワインと酒宴、夜の生活が楽しめる。 リマソール地区考古学博物館はコウリオンとアマススの発掘資料が見られる。 旧石器時代(アクロティリ文化)や初期新石器時代(シッロウロカンボス文化)、新石器時代(ソティラ文化)、銅石器時代、エリミ文化、青銅器時代、キプロス幾何学時代、キプロス古典時代、ギリシャ時代、ローマ時代、ビザンチン時代の遺物が幅広く展示されている。 トロードス地方の壁画聖堂群はUNESCOの世界遺産に指定されており、その1つのティミオス・スタヴロス(聖十字)教会はリマソール地区のペレンドゥリに有る。

## 関連書籍
- Jasink, Anna Margherita; Bombardieri, Luca (2010). Researches in Cypriote History and Archaeology: Proceedings of the Meeting Held in Florence, April 29–30th 2009. Firenze University Press. ISBN 978-88-6453-134-2
- Weiß, Waldemar; Sabo, Alexander; Peitz-Hlebec, Darja; Schwarz, Berthold (2001). Croatie – Istrie et Dalmatie: un guide de voyage actualisé. Hunter Publishing, Inc. ISBN 978-3-88618-772-0